# Sommer-Paralympics 2016/Teilnehmer (Vietnam)
| stlisierte Goldmedaille | stlisierte Silbermedaille | stlisierte Bronzemedaille |
| ----------------------- | ------------------------- | ------------------------- |
| 1                       | 1                         | 2                         |

Vietnam entsendete zu den Paralympischen Sommerspielen 2016 in Rio de Janeiro elf Athleten und Athletinnen. Dabei handelte es sich um sieben Männer und vier Frauen, die in den Wettbewerben der Leichtathletik, im Schwimmen und beim Powerlifting antraten.
Insgesamt konnten die Sportler und Sportlerinnen vier Medaillen gewinnen. Die Goldmedaille von Lê Văn Công im Powerlifting wurde mit einem Weltrekord gewonnen, zusätzlich gab es eine Silbermedaille im Schwimmen und zwei Bronzemedaillen im Speerwurf und erneut beim Powerlifting.

## Medaillen
| Medaille | Name                 | Sport          | Wettbewerb       | Datum         |
| -------- | -------------------- | -------------- | ---------------- | ------------- |
| Gold     | Lê Văn Công          | Powerlifting   | Männer 49 kg     | 8. September  |
| Silber   | Võ Thanh Tùng        | Schwimmen      | 50 m Freestil S5 | 13. September |
| Bronze   | Đặng Thị Linh Phượng | Powerlifting   | Frauen 50 kg     | 10. September |
| Bronze   | Cao Ngọc Hùng        | Leichtathletik | Speerwurf F56/57 | 13. September |

## Teilnehmer nach Sportart

### Leichtathletik
Männer
| Athlet           | Wettbewerb       | Ergebnis | Rang   |
| ---------------- | ---------------- | -------- | ------ |
| Ngoc Hiep Nguyen | Weitsprung T11   | 4.08     | 11     |
| Ngoc Hung Cao    | Speerwurf F56/57 | 43.27    | Bronze |

Frauen
| Athletin        | Wettbewerb     | Ergebnis | Rang |
| --------------- | -------------- | -------- | ---- |
| Thi Nhan Nguyen | Weitsprung T11 | 4.01     | 10   |

### Schwimmen
Männer
| Athlet             | Wettbewerb               | Heat     | Heat | Finale               | Finale               |
| Athlet             | Wettbewerb               | Ergebnis | Rang | Ergebnis             | Rang                 |
| ------------------ | ------------------------ | -------- | ---- | -------------------- | -------------------- |
| Thanh Hai Do       | 100 m Brustschwimmen SB5 | 1:40.96  | 7 Q  | 1:40.31              | 7                    |
| Thanh Trung Nguyen | 100 m Brustschwimmen SB4 | 1:48.93  | 7 Q  | 1:49.67              | 6                    |
| Thanh Trung Nguyen | 50 m Rückenschwimmen S5  | 45.91    | 10   | keine Qualifizierung | keine Qualifizierung |
| Thanh Tung Vo      | 50 m Freistil S5         | 33.87    | 2 Q  | 33.94                | Silber               |
| Thanh Tung Vo      | 100 m Freistil S5        | 1:17.64  | 3 Q  | 1:18.02              | 5                    |
| Thanh Tung Vo      | 50 m Schmetterling S5    | 38.76    | 6 Q  | 39.44                | 7                    |
| Thanh Tung Vo      | 50 m Rückenschwimmen S5  | 39.62    | 3 Q  | 40.13                | 4                    |

Women
| Athlete            | Event                    | Heat    | Heat | Final                | Final                |
| Athlete            | Event                    | Result  | Rank | Result               | Rank                 |
| ------------------ | ------------------------ | ------- | ---- | -------------------- | -------------------- |
| Thi Bich Nhu Trinh | 100 m Brustschwimmen SB5 | 1:52.06 | 7 Q  | 1:51.07              | 6                    |
| Thi Bich Nhu Trinh | 50 m Schmetterling S6    | 42.08   | 7 Q  | 42.58                | 8                    |
| Thi Bich Nhu Trinh | 50 m Freistil S6         | 37.23   | 9    | keine Qualifizierung | keine Qualifizierung |

### Powerlifting
Frauen
| Athletin              | Wettbewerb | Ergebnis | Rang   |
| --------------------- | ---------- | -------- | ------ |
| Hoang Tuyet Loan Chau | -55 kg     | 88.0     | 8      |
| Đặng Thị Linh Phượng  | -50 kg     | 102.0    | Bronze |

Männer
| Athlet         | Wettbewerb | Ergebnis      | Rang          |
| -------------- | ---------- | ------------- | ------------- |
| Nguyễn Bình An | -54 kg     | nicht beendet | nicht beendet |
| Lê Văn Công    | -49 kg     | 181           | , Weltrekord  |